# Ergün de dolende
Ergün de dolende (Frans: Ergün l'errant) is een Frans-Belgische stripreeks.

## Inhoud
De strip gaat over het personage Ergün die van de Aarde verbannen is.
De hoofdreeks kan men "onderscheiden" in twee "cycli" van telkens twee albums. Deze verschillen niet alleen qua teken maar ook qua verhaalstijl van elkaar: 
De "eerste" twee delen (#1 "De Levende God" & #2 "De Heer der Duisternis"), van Didier Comès, zijn qua sfeer zeer donker en doen soms sterk denken aan het oeuvre van schrijvers zoals Edgar Allan Poe, John Flanders en H.P. Lovecraft alsook schilders zoals Pieter Brueghel en Jeroen Bosch. Tevens zitten ze vol van verwijzingen naar de Teutoonse Ridders of Wereldoorlog II, maar ook naar andere folkloristische en religieuze elementen zoals bv. Mothman (de vlindermannen in "De Levende God") en Lucifer (Vooral in het 2de deel "De Heer der Duisternis"). Comès die zelf een Duitstalige Belg was, deed dit wel vaker in zijn verhalen. 
De "tweede" reeks (#3 "Ergün in de Val" & #4 "Ergün speelt hoog spel", chronologisch genomen) gaat een meer "klassieke" Science-fiction toer op. Ze is ook minder "donker", en helemaal niet Gotisch zoals de eerste twee delen. Voor het eerst wordt er ook echt op Ergün's verleden in gegaan en waarom hij "verbannen" is. Waar hij in het 1ste deel "De Levende God" sporadisch vermeld dat hij verbannen werd omdat hij in opstand kwam tegen de leiders van de planeet Aarde en daardoor gedoemd is om te zwerven ("geleid" door de zwarte schijf op zijn borst), komt in het "3de" deel "Ergün in de val" ter sprake dat zijn familie werd uitgemoord door de Aardse leiders (onder wie een oud collega die hem verraadde) en dat hij een dochter heeft die hij in allerijl heeft moeten achterlaten. De hoofdzaak van deze cyclus bestond er uit dat Ergün trachtte zijn  dochter te redden, en tegelijkertijd op de hielen werd gezeten door allerlei Huurlingen en premiejagers.

## Publicatiegeschiedenis
In 1973 verscheen deze stripreeks van Didier Comès voor het eerst in het Franse stripblad Pilote. Het verhaal verscheen dan als album bij bijhorende uitgeverij Dargaud, maar het werd hierna stopgezet.
In 1980 verscheen er een tweede verhaal van Comès in het Belgische stripblad (À suivre). Het verhaal verscheen dan in albumvorm bij bijhorende uitgeverij Casterman.
Eind de jaren 80 werd de reeks dan verdergezet door Patrick Deubelbeiss en Benoît Peeters. Er verschenen dan nog twee verhalen bij Casterman.

## Albums

### Eerste reeks
Onderstaande verhalen werden geschreven en getekend door Didier Comès.
| Nr. | Titel                  | Originele titel        | Uitgavejaar |
| --- | ---------------------- | ---------------------- | ----------- |
| 1   | De levende god         | Le dieu vivant         | 1974        |
| 2   | De heer der duisternis | Le maître des ténèbres | 1981        |

### Tweede reeks
Onderstaande verhalen werden getekend door Patrick Deubelbeiss op scenario van Benoît Peeters.
| Nr. | Titel                  | Originele titel     | Uitgavejaar |
| --- | ---------------------- | ------------------- | ----------- |
| 1   | Ergün in de val        | Ergün mort ou vif   | 1987        |
| 2   | Ergün speelt hoog spel | Les jeux sont faits | 1988        |